# Peperomia hispiduliformis
Peperomia hispiduliformis là một loài thực vật có hoa trong họ Hồ tiêu. Loài này được Trel. miêu tả khoa học đầu tiên năm 1941.